# Фінал Ліги чемпіонів УЄФА 2019
Фінал Ліги чемпіонів УЄФА 2019 року — фінальний матч розіграшу Ліги чемпіонів УЄФА 2018—2019, 64-го сезону в історії Кубка європейських чемпіонів і 27-го сезону в історії Ліги чемпіонів УЄФА. Матч відбудеться 1 червня 2019 року. Місце проведення УЄФА оголосила 20 вересня 2017 року. Матч відбувся 1 червня 2019 року на стадіоні «Ванда Метрополітано» в Мадриді.

## Місце проведення

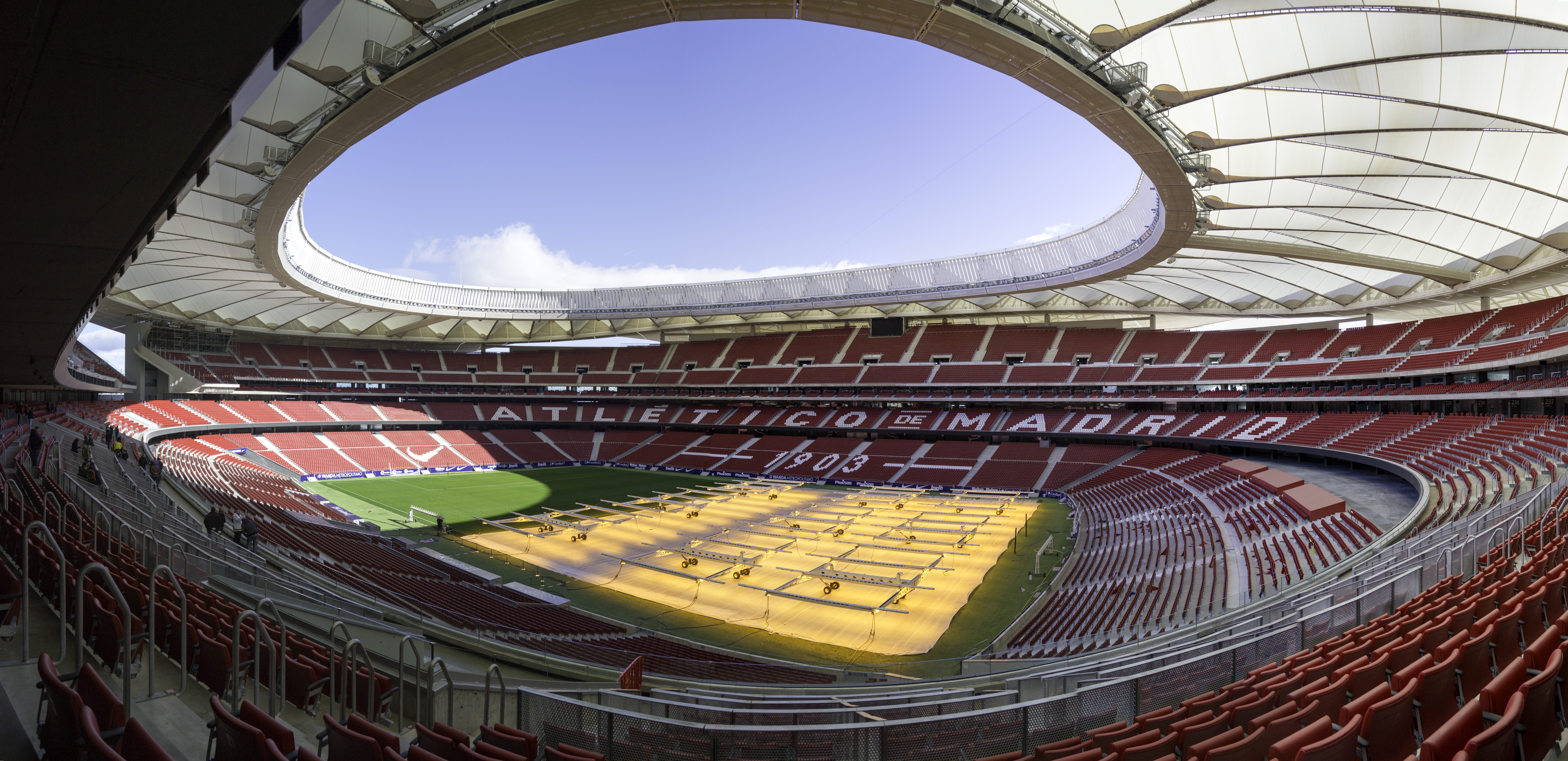
Стадіон Ванда Метрополітано

Це буде п'ятий фінальний матч Кубку чемпіонів/Ліги чемпіонів в Мадриді. Тут відбувались фінали в 1957, 1969, 1980 та 2010, які проходили на «Сантьяґо Бернабеу».
«Ванда Метрополітано» домашня арена «Атлетіко» (Мадрид), який вміщує після реконструкції 2017 року 67 000 глядачів. У зв'язку з положеннями УЄФА щодо іменних прав спонсорів, які не є учасниками турніру, стадіон у всіх матеріалах УЄФА називається «Естадіо Метрополітано».
Стадіон обраний Виконавчим комітетом УЄФА 20 вересня 2017 року.

## Передмова
| Команда           | Попередні виступи (жирним шрифтом виділені перемоги) |
| ----------------- | ---------------------------------------------------- |
| Тоттенгем Готспур | Не брав участі                                       |
| Ліверпуль         | 8 (1977, 1978, 1981, 1984, 1985, 2005, 2007, 2018)   |

## Шлях до фіналу
| Команда           | І | В | Н | П | ЗМ | ПМ | РМ | О  |
| ----------------- | - | - | - | - | -- | -- | -- | -- |
| Барселона         | 6 | 4 | 2 | 0 | 14 | 5  | +9 | 14 |
| Тоттенгем Готспур | 6 | 2 | 2 | 2 | 9  | 10 | −1 | 8  |
| Інтернаціонале    | 6 | 2 | 2 | 2 | 6  | 7  | −1 | 8  |
| ПСВ               | 6 | 0 | 2 | 4 | 6  | 13 | −7 | 2  |

| Команда         | І | В | Н | П | ЗМ | ПМ | РМ  | О  |
| --------------- | - | - | - | - | -- | -- | --- | -- |
| Парі Сен-Жермен | 6 | 3 | 2 | 1 | 17 | 9  | +8  | 11 |
| Ліверпуль       | 6 | 3 | 0 | 3 | 9  | 7  | +2  | 9  |
| Наполі          | 6 | 2 | 3 | 1 | 7  | 5  | +2  | 9  |
| Црвена Звезда   | 6 | 1 | 1 | 4 | 5  | 17 | −12 | 4  |

## Посол матчу

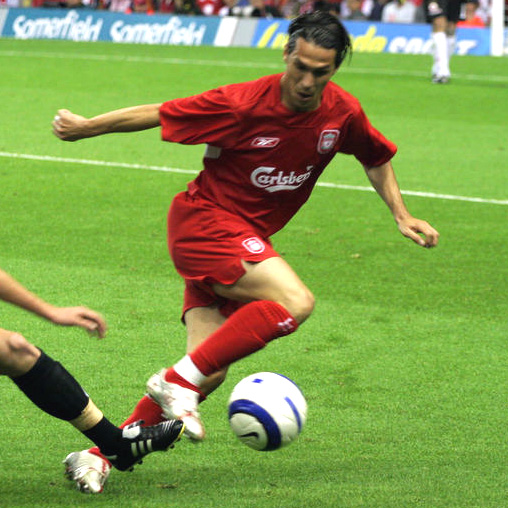
Луїс Гарсія посол матчу за часів виступів у складі «Ліверпуля».

Послом фінального матчу Ліги чемпіонів УЄФА 2018—2019 став відомий іспанський футболіст Луїс Гарсія гравець мадридського «Атлетіко» в сезонах 2002–2003 та 2007–2009, а також гравець одного з фіналістів  «Ліверпуля» та переможець Ліги чемпіонів 2004–05.

## Матч
| 1 червня 2019 21:00 CEST |

| Тоттенгем Готспур | 0:2      | Ліверпуль                 |
| ----------------- | -------- | ------------------------- |
|                   | Протокол | Салах 2' (пен.) Орігі 87' |

| «Ванда Метрополітано», Мадрид Глядачів: 63 272 Арбітр: Дамир Скомина (Словенія) |

| Тоттенгем | Ліверпуль |

| ВР                 | 1  | Уго Льоріс ()     |  |     |
| ЗХ                 | 2  | Кіран Тріпп'є     |  |     |
| ЗХ                 | 4  | Тобі Алдервейрелд |  |     |
| ЗХ                 | 5  | Ян Вертонген      |  |     |
| ЗХ                 | 3  | Денні Роуз        |  |     |
| ПЗ                 | 17 | Мусса Сіссоко     |  | 74' |
| ПЗ                 | 8  | Гаррі Вінкс       |  | 66' |
| НП                 | 20 | Деле Аллі         |  | 81' |
| ПЗ                 | 23 | Крістіан Еріксен  |  |     |
| НП                 | 7  | Сон Хин Мін       |  |     |
| НП                 | 10 | Гаррі Кейн        |  |     |
| Заміни:            |    |                   |  |     |
| ВР                 | 13 | Мішел Ворм        |  |     |
| ВР                 | 22 | Пауло Гассаніга   |  |     |
| ЗХ                 | 6  | Давінсон Санчес   |  |     |
| ЗХ                 | 16 | Кайл Вокер-Пітерс |  |     |
| ЗХ                 | 21 | Хуан Фойт         |  |     |
| ЗХ                 | 24 | Серж Ор'є         |  |     |
| ЗХ                 | 33 | Бен Дейвіс        |  |     |
| ПЗ                 | 11 | Ерік Ламела       |  |     |
| ПЗ                 | 12 | Віктор Ваньяма    |  |     |
| ПЗ                 | 15 | Ерік Даєр         |  | 74' |
| ПЗ                 | 27 | Лукас Моура       |  | 66' |
| НП                 | 18 | Фернандо Льоренте |  | 81' |
| Тренер:            |    |                   |  |     |
| Маурісіо Почеттіно |    |                   |  |     |

| ВР          | 13 | Алісон                   |  |     |
| ЗХ          | 66 | Трент Александер-Арнольд |  |     |
| ЗХ          | 32 | Жоель Матіп              |  |     |
| ЗХ          | 4  | Вірджіл ван Дейк         |  |     |
| ЗХ          | 26 | Ендрю Робертсон          |  |     |
| ПЗ          | 14 | Джордан Гендерсон ()     |  |     |
| ПЗ          | 3  | Фабінью                  |  |     |
| ПЗ          | 5  | Джорджиніо Вейналдум     |  | 62' |
| НП          | 11 | Мохаммед Салах           |  |     |
| НП          | 9  | Роберто Фірміно          |  | 58' |
| НП          | 10 | Садіо Мане               |  | 90' |
| Заміни:     |    |                          |  |     |
| ВР          | 22 | Сімон Міньйоле           |  |     |
| ВР          | 62 | Кевін Келлехер           |  |     |
| ЗХ          | 6  | Деян Ловрен              |  |     |
| ЗХ          | 12 | Джо Гомес                |  | 90' |
| ЗХ          | 18 | Альберто Морено          |  |     |
| ПЗ          | 7  | Джеймс Мілнер            |  | 62' |
| ПЗ          | 20 | Адам Лаллана             |  |     |
| ПЗ          | 21 | Алекс Окслейд-Чемберлен  |  |     |
| ПЗ          | 23 | Джердан Шачірі           |  |     |
| НП          | 15 | Деніел Старрідж          |  |     |
| НП          | 24 | Ріан Брюстер             |  |     |
| НП          | 27 | Дівок Орігі              |  | 58' |
| Тренер:     |    |                          |  |     |
| Юрген Клопп |    |                          |  |     |

| Гравець матчу: Вірджіл ван Дейк (Ліверпуль) Помічники арбітра: Юре Прапротник (Словенія) Роберт Вукан (Словенія) Четвертий арбітр: Антоніо Матео Лаос (Іспанія) Відеоасистент арбітра: Данні Маккелі (Нідерланди) Відеоасистенти: Пол ван Букел (Нідерланди) Фелікс Брих (Німеччина) Відеоасистент арбітра (офсайди): Марк Борш (Німеччина) | Регламент - 90 хвилин. - 30 хвилин додаткового часу за необхідності. - Серія пенальті за необхідності. - По дванадцять запасних гравців - Максимум три заміни гравців від кожної команди посеред матчу. |

### Статистика
| Статистика            | Тоттенгем Готспур | Ліверпуль |
| --------------------- | ----------------- | --------- |
| Голи                  | 0                 | 1         |
| Удари по воротах      | 2                 | 8         |
| Удари в площину воріт | 0                 | 2         |
| Сейви                 | 1                 | 0         |
| Володіння м'ячем      | 60%               | 40%       |
| Кутові                | 2                 | 6         |
| Порушення             | 2                 | 4         |
| Офсайди               | 1                 | 1         |
| Жовті картки          | 0                 | 0         |
| Червоні картки        | 0                 | 0         |

| Статистика            | Тоттенгем Готспур | Ліверпуль |
| --------------------- | ----------------- | --------- |
| Голи                  | 0                 | 1         |
| Удари по воротах      | 14                | 6         |
| Удари в площину воріт | 8                 | 1         |
| Сейви                 | 0                 | 8         |
| Володіння м'ячем      | 61%               | 39%       |
| Кутові                | 6                 | 3         |
| Порушення             | 3                 | 2         |
| Офсайди               | 2                 | 1         |
| Жовті картки          | 0                 | 0         |
| Червоні картки        | 0                 | 0         |

| Статистика            | Тоттенгем Готспур | Ліверпуль |
| --------------------- | ----------------- | --------- |
| Голи                  | 0                 | 2         |
| Удари по воротах      | 16                | 14        |
| Удари в площину воріт | 8                 | 3         |
| Сейви                 | 1                 | 8         |
| Володіння м'ячем      | 61%               | 39%       |
| Кутові                | 8                 | 9         |
| Порушення             | 5                 | 6         |
| Офсайди               | 3                 | 2         |
| Жовті картки          | 0                 | 0         |
| Червоні картки        | 0                 | 0         |